# 石川県立穴水高等学校
石川県立穴水高等学校（いしかわけんりつ あなみずこうとうがっこう、英: Ishikawa Prefectural Anamizu High School）は、石川県鳳珠郡穴水町由比ケ丘にある公立の高等学校。

## 設置学科
- 普通科
  - キャリアコース

## 沿革
- 1946年（昭和21年）
  - 3月10日 - 石川県鳳至郡穴水町立穴水農学校として設立。
  - 6月12日 - 開校式。
- 1948年（昭和23年）
  - 4月1日 - 学制改革により石川県穴水高等学校となる（全日制普通課程・別科家庭課程を設置）。
  - 9月1日 - 定時制普通課程を設置。
- 1953年（昭和28年）
  - 4月1日 - 県移管により石川県立穴水高等学校と改称し、別科家庭課程を廃止し、定時制前期家庭課程を設置。
  - 10月31日 - 校旗樹立、校歌作成。
- 1956年（昭和31年）1月25日 - 定時制前期家庭課程募集停止。
- 1959年（昭和34年）8月26日 - 集中豪雨による大水害を受ける。
- 1963年（昭和38年）
  - 5月20日 - 由比ケ丘新校舎第1期工事竣工。
  - 12月20日 - 新校舎移転。
- 1964年（昭和39年）
  - 1月27日 - 第2期工事竣工。
  - 2月11日 - 新校舎落成式挙行。
- 1966年（昭和41年）
  - 1月7日 - 第3期工事竣工。
  - 4月1日 - 定時制普通課程募集停止。
- 1971年（昭和46年）
  - 1月13日 - プール建設工事竣工。
  - 9月20日 - 図書館棟3階増築。
- 1973年（昭和48年）12月12日 - 暖房工事竣工。
- 1976年（昭和51年）11月5日 - 創立30周年記念式典挙行。
- 1978年（昭和53年）3月30日 - 新体育館落成式。
- 1982年（昭和57年）4月1日 - 普通科に体育コース設置。
- 1984年（昭和59年）6月30日 - 新格技場竣工。
- 1985年（昭和60年）
  - 3月29日 - 校門新設。
  - 4月26日 - ヨット艇庫兼研修棟竣工。
- 1988年（昭和63年）8月25日 - 情報処理室新設。
- 1989年（平成元年）4月30日 - グラウンド・テニスコート改修工事。
- 1992年（平成4年）
  - 9月16日 - 管理教室棟・図書館棟大規模改造工事。
  - 9月30日 - 冷暖房設備工事。
- 1993年（平成5年）
  - 3月25日 - 第1体育館大規模改造工事。
  - 6月30日 - 新プール竣工。
- 1995年（平成7年）3月27日 - 部室新設。
- 1996年（平成8年）
  - 3月28日 - 部室新設。
  - 10月25日 - 創立50周年記念式典挙行。
- 2000年（平成12年）4月1日 - 体育コース募集停止。
- 2001年（平成13年）3月26日 - 第2体育館大規模改造工事、談話室新設。
- 2003年（平成15年）4月1日 - 2学期制開始、やすらぎ奥能登教室開設。
- 2004年（平成16年）4月1日 - 職員室改装・生徒玄関・部室整備。
- 2006年（平成18年）10月28日 - 創立60周年記念式典挙行。
- 2007年（平成19年）3月25日 - 能登半島地震により甚大な被害を受ける。
- 2015年（平成27年）
  - 4月1日 - 普通科にキャリアコース新設、3学期制に変更。
  - 10月30日 - 第2体育館耐震補強工事。
- 2016年（平成28年）10月28日 - 創立70周年記念式典挙行。
- 2017年（平成29年）
  - 1月12日 - 図書館特別教室棟大規模改造・耐震補強工事・屋外排水設備改修工事竣工。
  - 2月2日 - 第2体育館ステージ設備等工事竣工。
  - 3月17日 - 第1体育館解体工事竣工。
  - 3月31日 - 図書館特別教室棟トイレ改修工事竣工。
- 2018年（平成30年）3月12日 - 管理教室棟改築工事竣工。
- 2020年（令和2年）9月23日 - 煙突改修等工事。
- 2024年（令和6年）1月1日 - 能登半島地震が発生。柱の損傷などの被害を受けた[1]。また、当校は穴水町の指定避難所ではなかった[2]にもかかわらず、当日100人ほどの住民が割れた窓などから校舎内に立ち入って避難したり、うち数名が校舎内の自動販売機を破壊して中の飲料を避難者と分け合ったりする事案が発生した[3]。

## 部活動
- 運動部 - 陸上競技、野球、バスケットボール（男・女）、ソフトテニス（男・女）、卓球（男・女）、剣道、柔道
- 文化部 - 吹奏楽、美術・写真、家庭、ボランティア、弁論、書道ガールズ＆ボーイズ

## 校歌
作詞：大河寥寥、作曲：信時潔

## 著名な関係者
- 松井友飛 - プロ野球選手（東北楽天ゴールデンイーグルス）

## 所在地
〒927-0024 石川県鳳珠郡穴水町由比ケ丘い-33番地

## アクセス
- のと鉄道七尾線穴水駅より徒歩約20分
- 北鉄奥能登バス高校線「穴水高校前」停留所より徒歩約1分
- 能登空港（のと里山空港）より車で約15分